# ティヒ

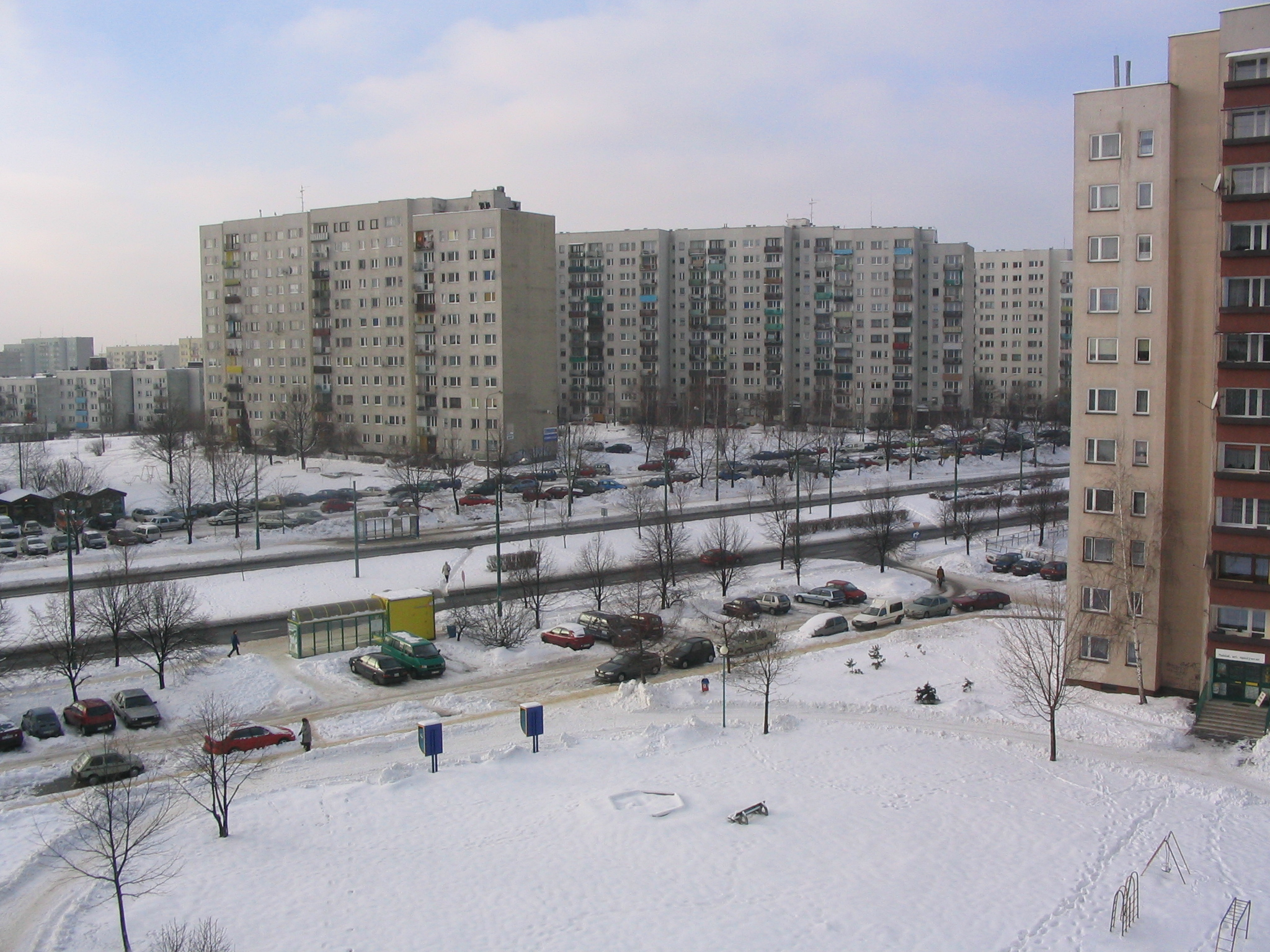
ティヒの集合住宅

ティヒ（Tychy [ˈtɨxɨ] ( 音声ファイル), ドイツ語: Tichau [ˈtɪça͜u]）は、ポーランド南部の都市。シロンスク県（シレジア県）に属する。
イタリアの自動車メーカーフィアットの生産工場がある。とりわけビール（ティヒ・ビール）の生産で知られる。近隣の都市としては、約15キロメートル北のカトヴィツェが挙げられる。
史料での初出は1467年。街道沿いの村として記録が残されている。19世紀後半になると鉄道路線が開通し、製紙工場なども発展した。第一次世界大戦後、住民投票を経てポーランド領となった。第二次世界大戦ではドイツ軍によって占領された。大戦後は共産党政権のもとで石炭業などの振興が図られたが、1989年の東欧革命を経て産業構造の見直しを迫られている。

## 姉妹都市
- カッシーノ、イタリア
- マルツァーン＝ヘラースドルフ区、ドイツ・ベルリン
- Huddinge Municipality、スウェーデン

## ギャラリー

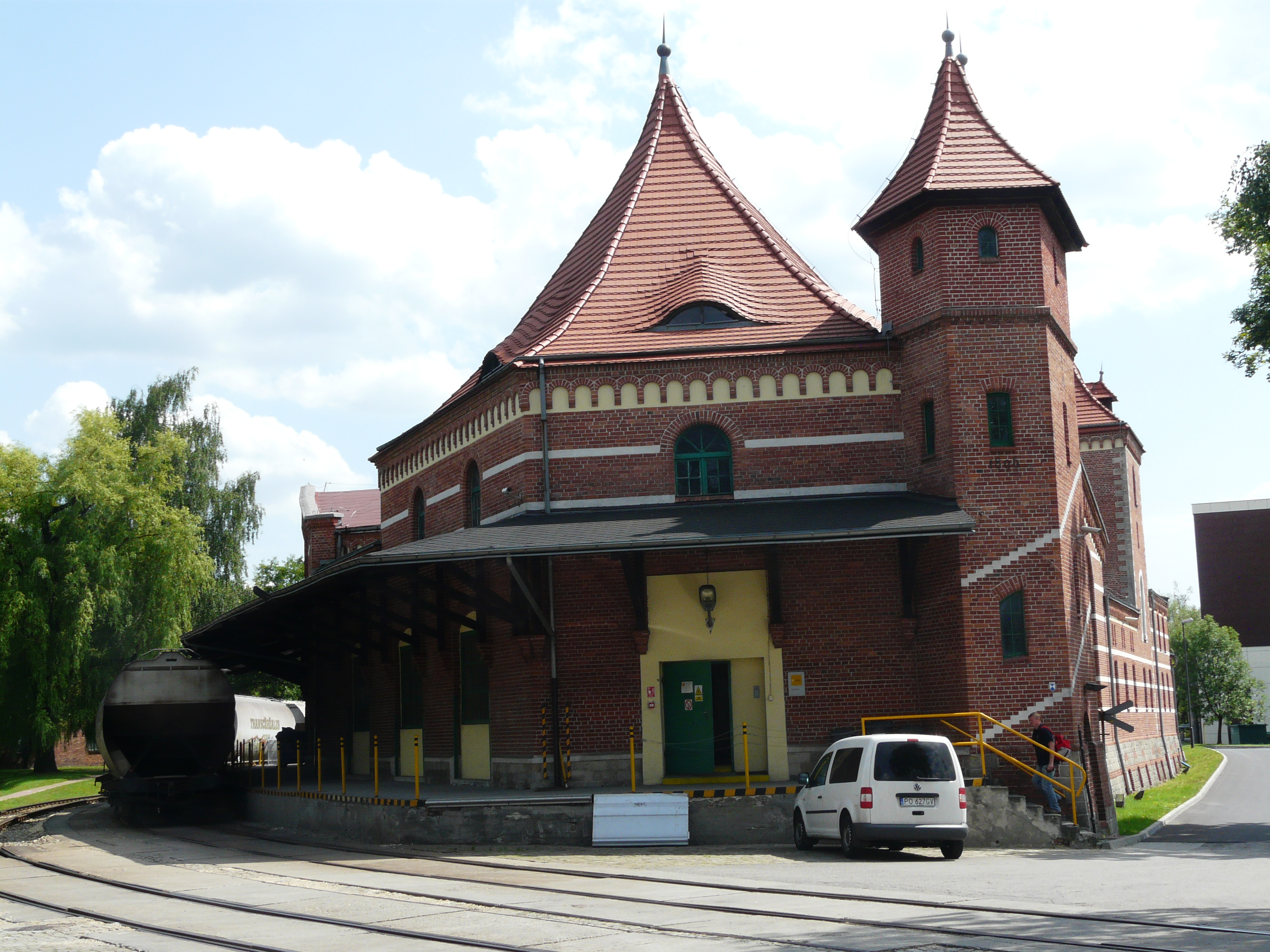
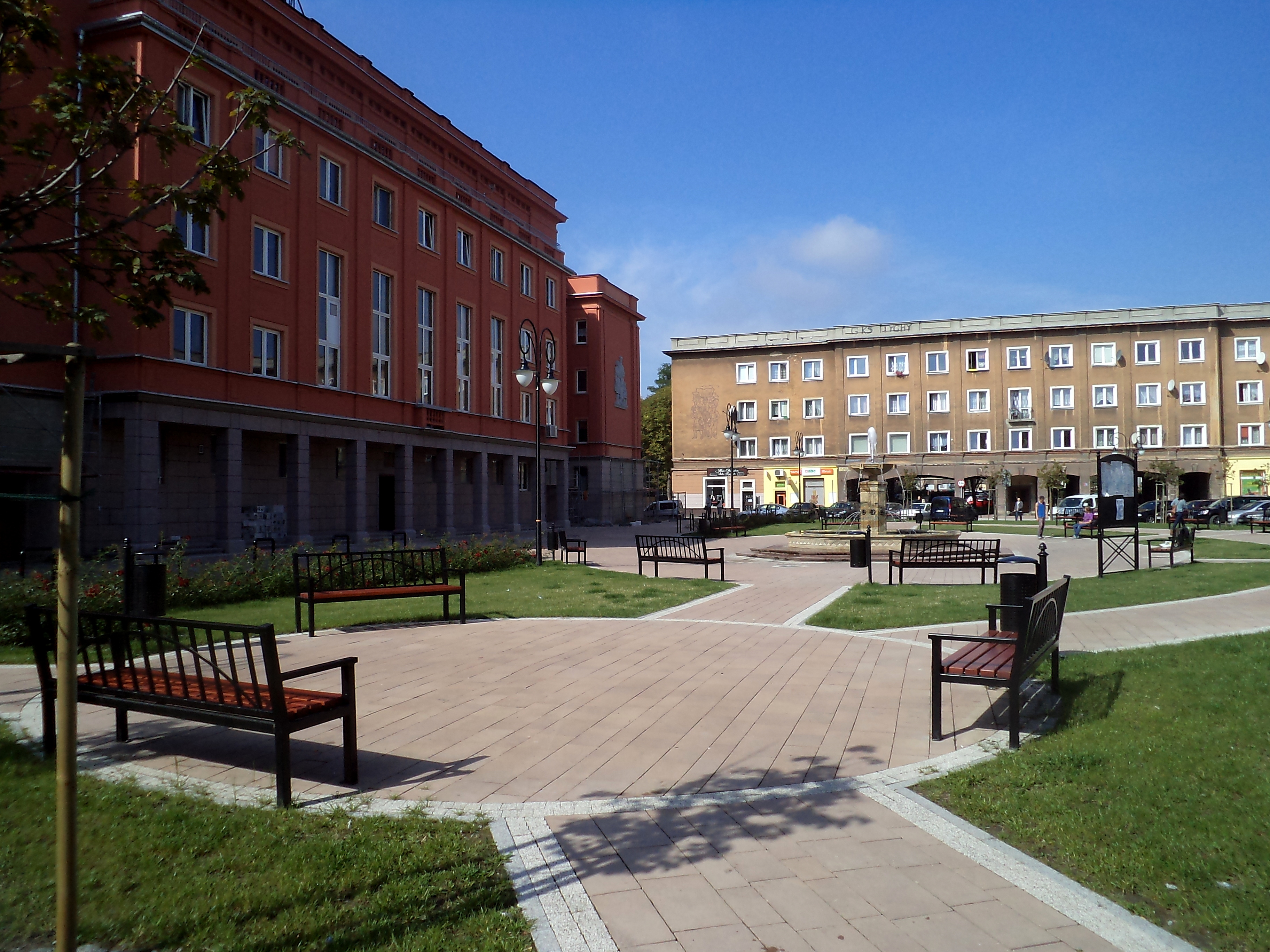
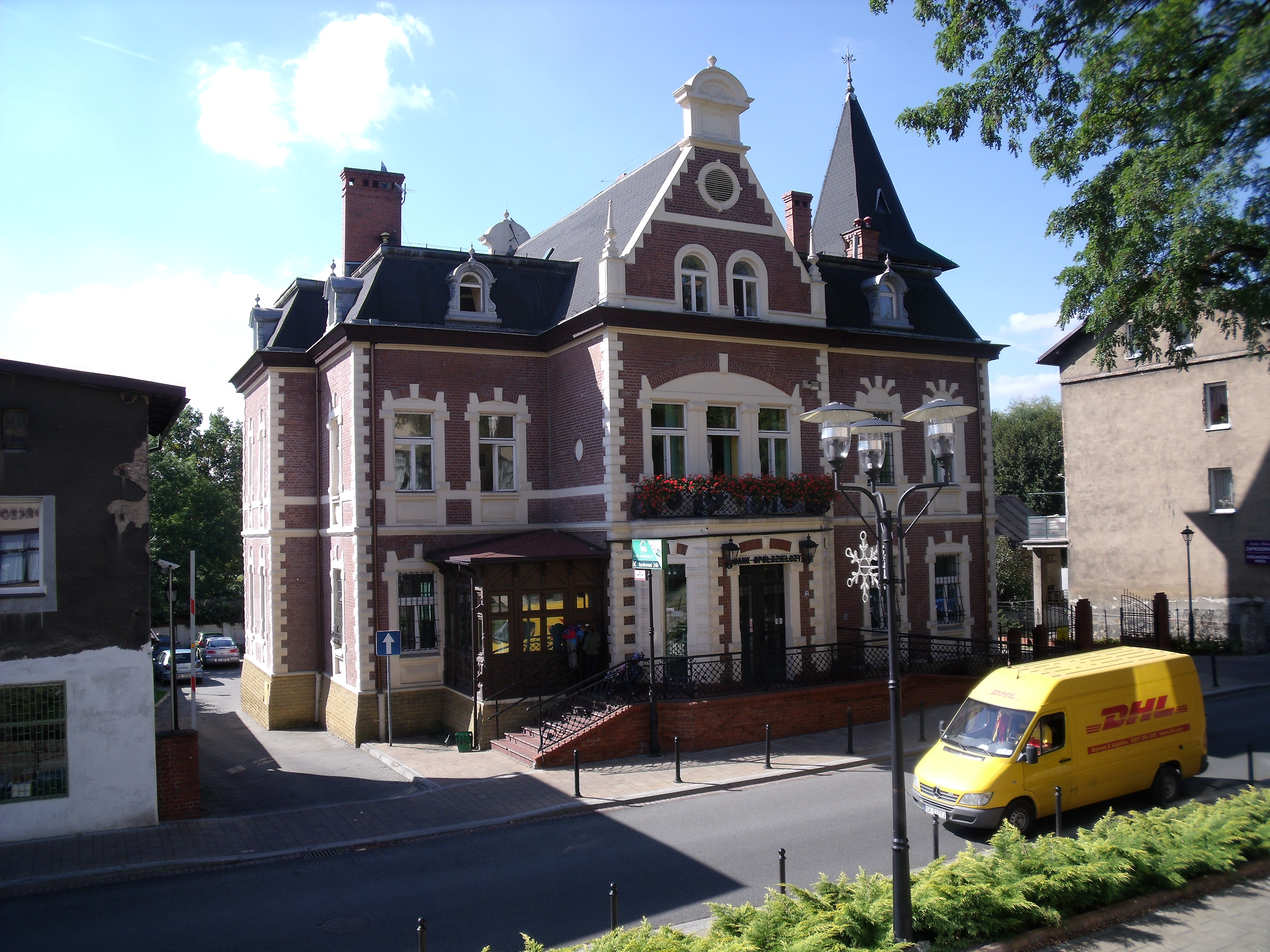
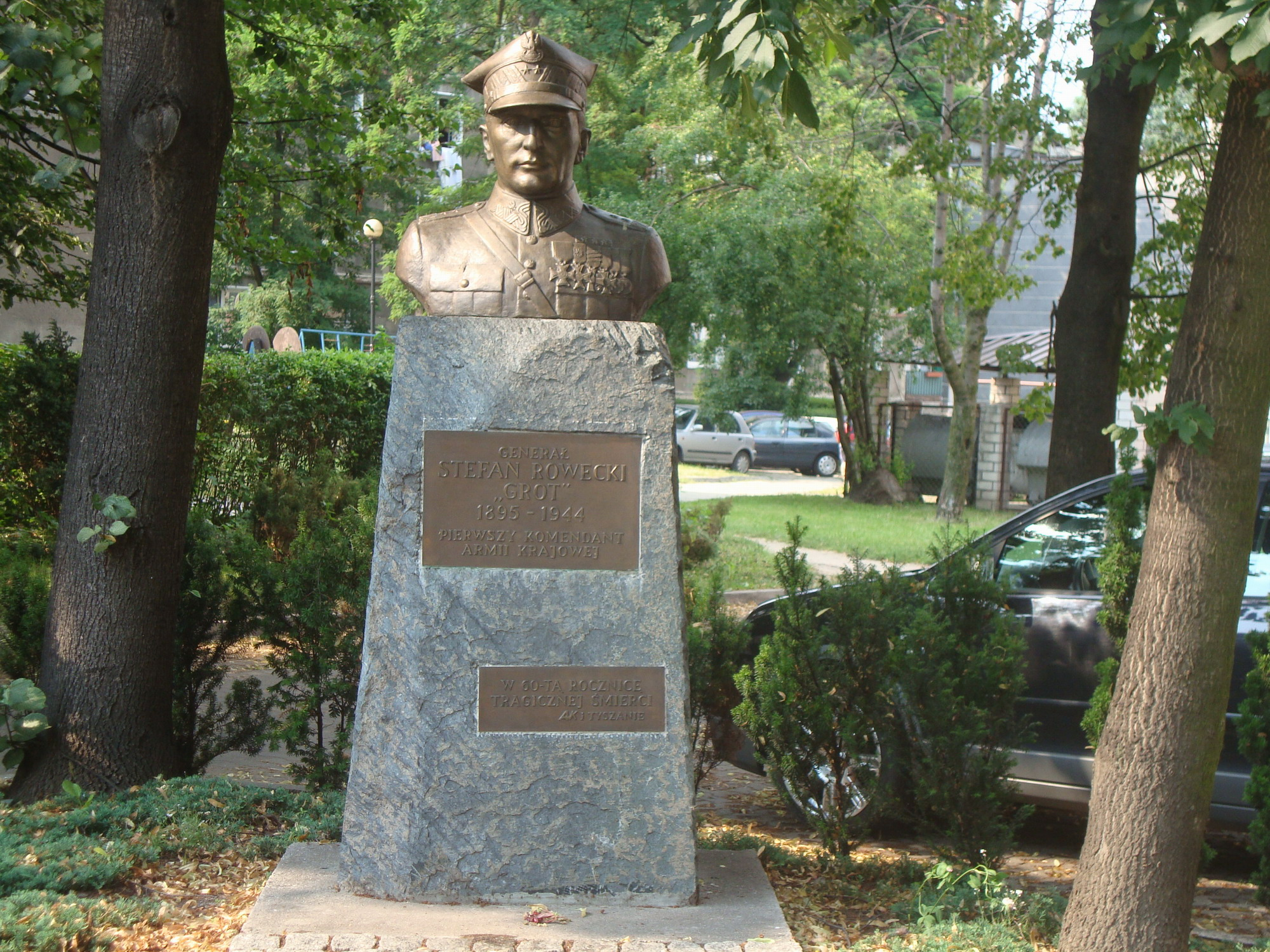
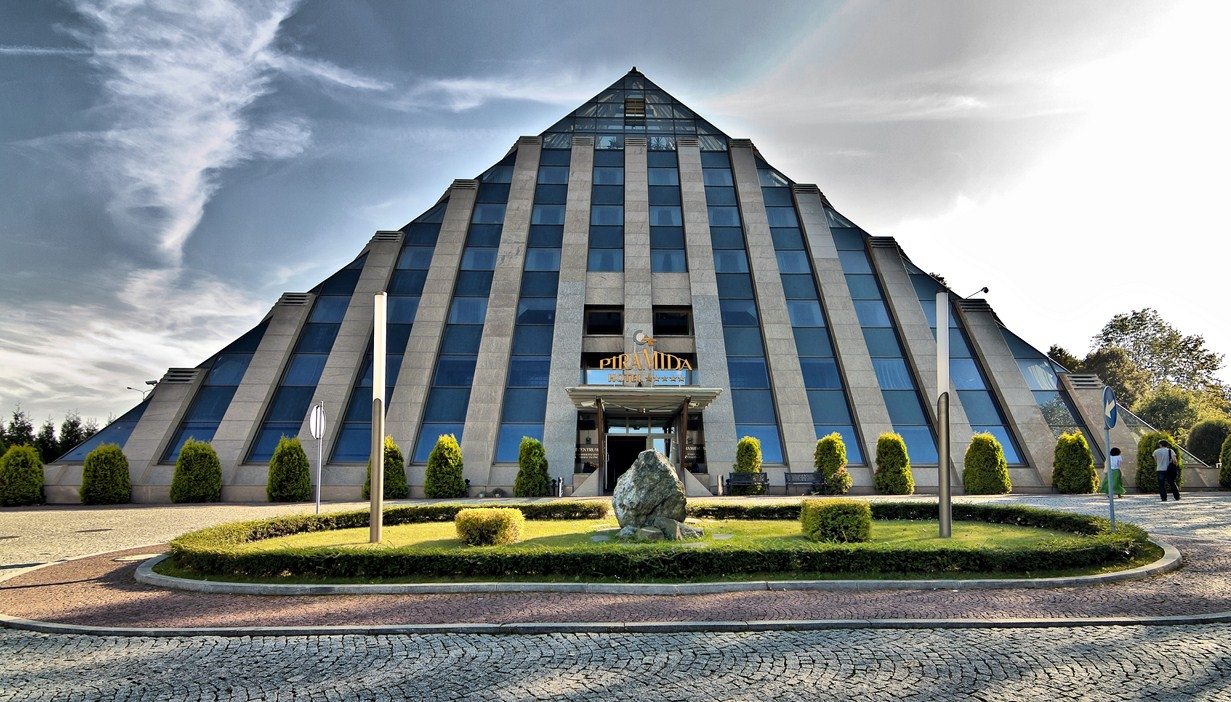
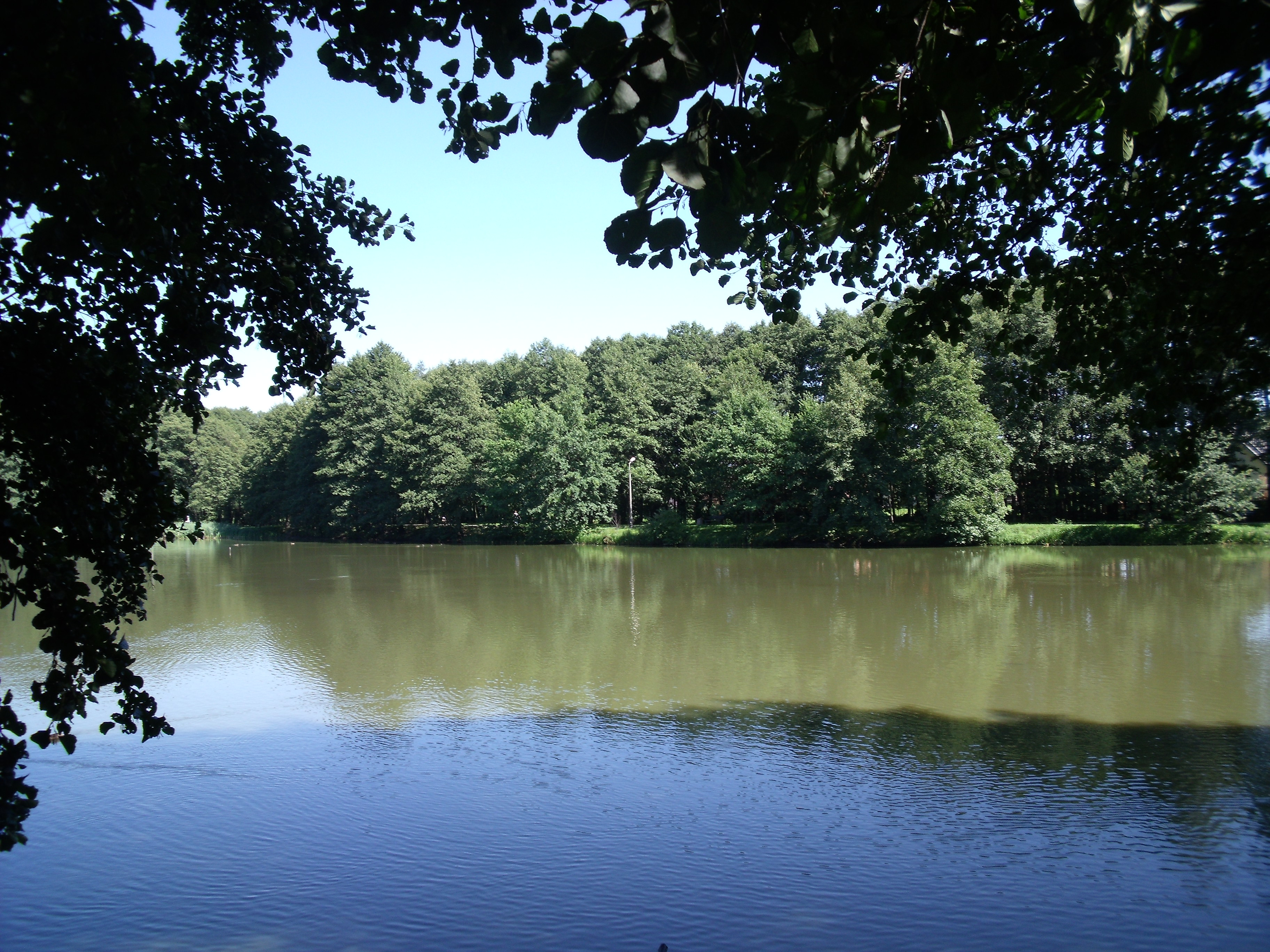
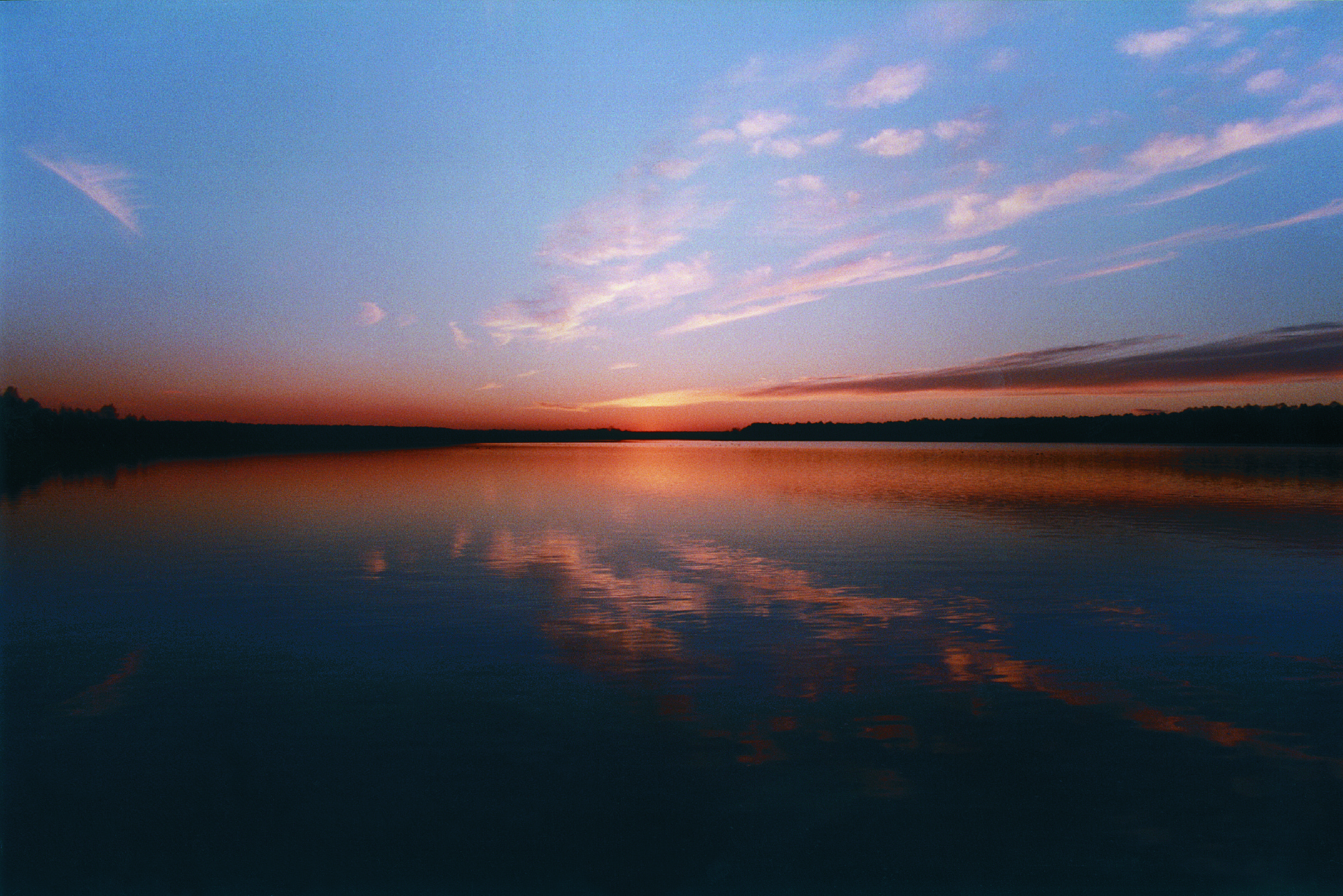
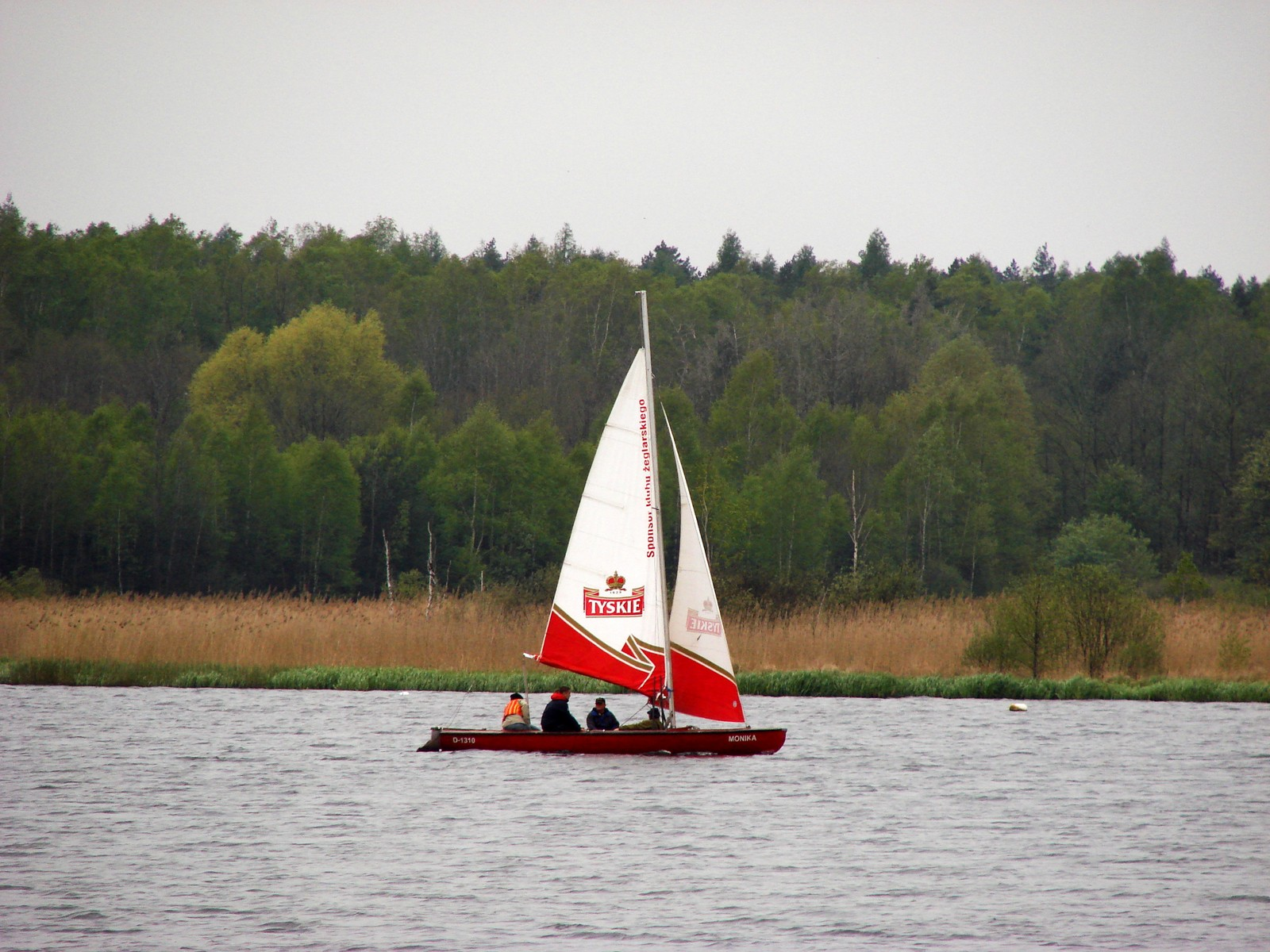

## 交通
- ティヒ・トロリーバス

## 美術館・博物館
- ミニチュア・プロフェッショナル・アート美術館 ヘンリク・ヤン・ドミニク

## スポーツ

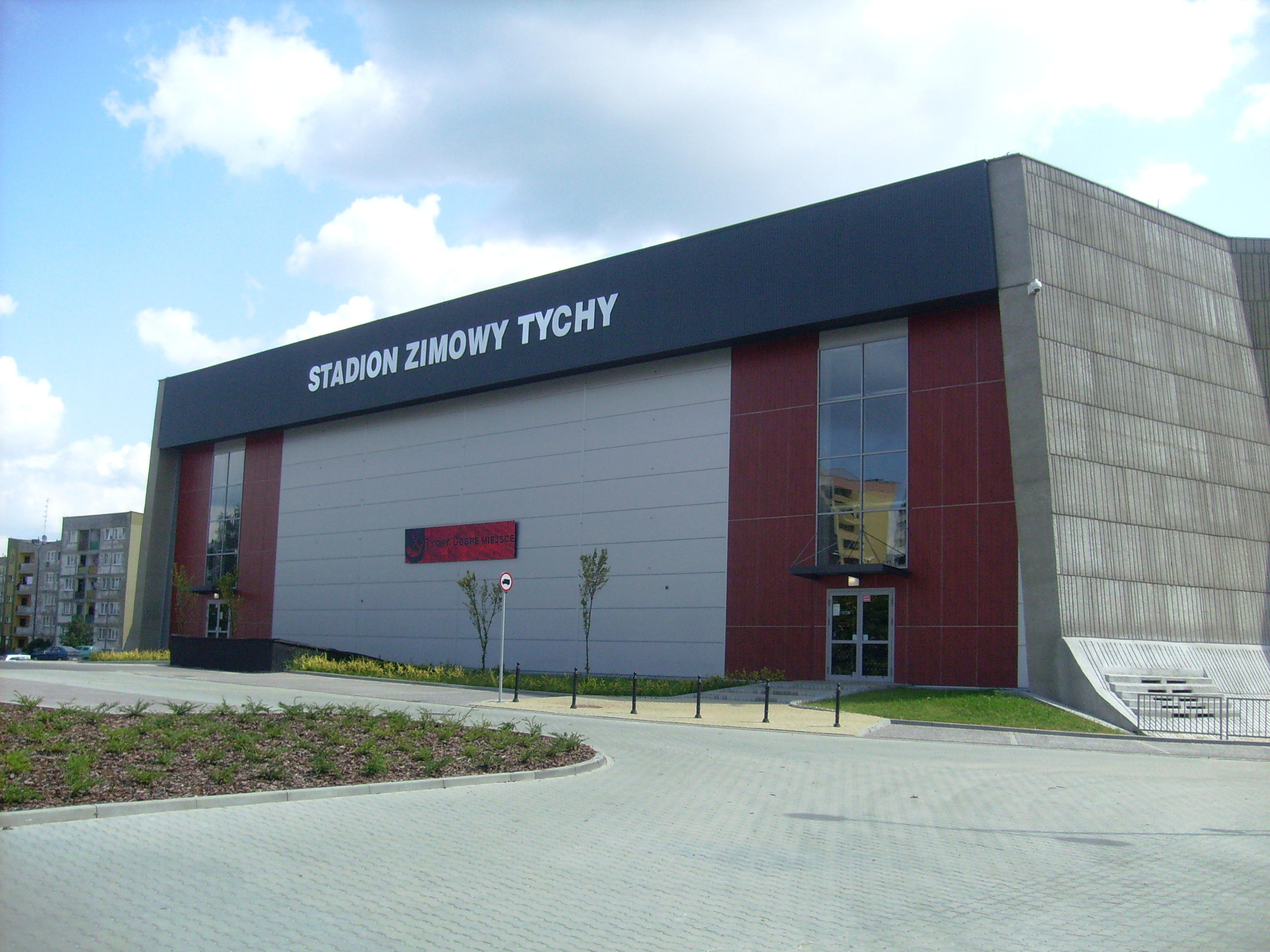
アイスホッケークラブのGKSティヒの本拠地であるスタディオン・ジモヴィ・ティヒ

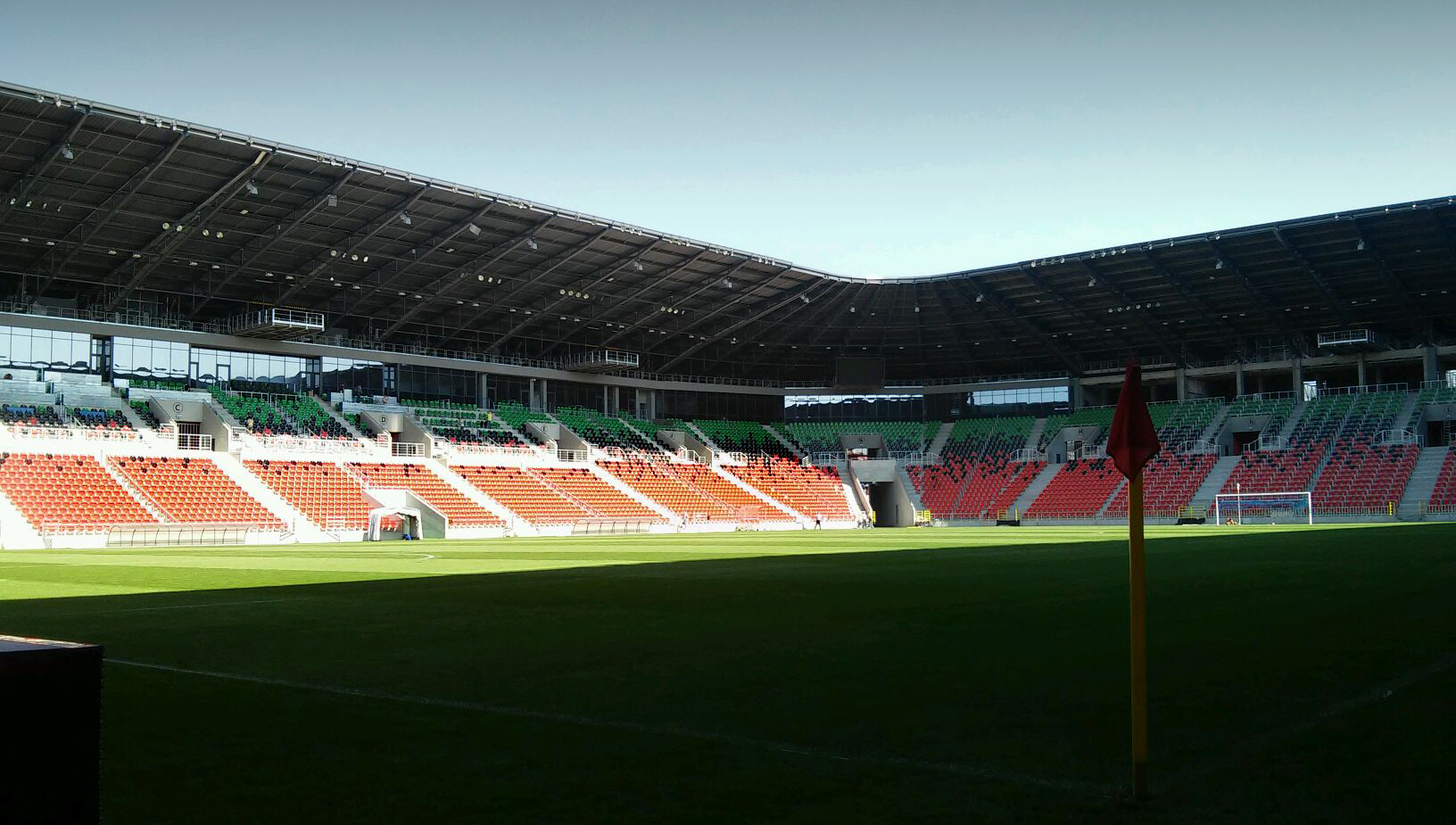
サッカークラブのGKSティヒの本拠地であるティヒ市立競技場

## ゆかりのある人物
- クシストフ・ヴィエリツキ : 登山家（出身はOstrzeszów）
- マルチン・ヘルド : 総合格闘家